# Ujung Tanjung (Sungai Bahar)
Ujung Tanjung is een bestuurslaag in het regentschap Muaro Jambi van de provincie Jambi, Indonesië. Ujung Tanjung telt 1022 inwoners (volkstelling 2010).